# Pedro de Valdivia
Pedro Gutiérrez de Valdivia (né le 17 avril 1497 à Villanueva de la Serena (Espagne), mort le 25 décembre 1553 au Chili) est un conquistador espagnol parti en Amérique du Sud, devenu un des lieutenants de Pizarro, le conquérant du Pérou.

## Biographie
Après une expédition de Diego de Almagro (1536), il explore (à partir de 1540) la moitié nord du Chili où il combat les populations amérindiennes. Il prépare ainsi la colonisation espagnole, malgré de faibles moyens et les difficultés du terrain (désert d'Atacama, amérindiens combatifs). 
À la tête d'environ 150 hommes, il fonde la future capitale Santiago en 1541, qu'il baptise d'abord Santiago de la Nueva Extremadura (Santiago de nouvelle Estrémadure), en mémoire de l'apôtre espagnol Saint-Jacques et à sa région d'origine. Puis, il crée les villes de La Serena (1544), Concepción (1550) et Valdivia (1552). Les problèmes logistiques, le manque de fiabilité de la part de ses hommes et les nombreux soulèvements des Mapuches, l'obligent à avoir recours à plusieurs reprises aux renforts provenant du Pérou. Il finit par consolider sa conquête et est nommé Gouverneur du Chili par le roi d'Espagne (Charles Quint).
Il est cependant tué au cours d'une bataille contre les Mapuches (ou Araucans, ce qui signifie insoumis en quechua), dirigés par le chef de guerre Lautaro. Les Mapuches apprennent que Pedro de Valdivia souhaite quitter Concepcion et franchir en direction du sud le Río Biobío, un fleuve sacré. Ils tendent une embuscade au groupe dirigé par Pedro de Valdivia et capturent celui-ci. Il aurait finalement été torturé et dépecé vif : les Mapuches lui coupèrent les bras et les mangèrent en sa présence. Son agonie dura trois jours.
Dans son livre intitulé : Au Chili (1896), l'explorateur Camille Jacob de Cordemoy ajoute en parlant de Valvidia : « Les vainqueurs trempèrent leurs armes dans son sang, et transformèrent en flûtes les os de ses jambes. Caupolican cloua sur sa ruca [cabane], fixée à une lance, la tête du conquérant, et il y buvait la chicha aux jours de fête. On la montrait aux tribus pour les exciter à la guerre ».
Cette cruauté répondait sans doute à celle que Pedro de Valdivia avait lui-même pratiquée lors de sa victoire à la bataille de Penco le 12 mars 1550. Les deux historiens Jean-Duval Duviols et Xavier de Castro écrivent : « Avant de libérer les prisonniers amérindiens Mapuches, Valdivia fit couper une main et le nez à chacun d'entre eux ». source : « Idées reçues sur les Grandes Découvertes » Éditions Chandeigne, Paris, 2019,  253 p. Citation p. 200.

## Hommages
- Valdivia, ville
- (2741) Valdivia, astéroïde